# Carex cataractae
Espèce
Classification phylogénétique
Carex cataractae est une espèce de plantes du genre Carex et de la famille des Cyperaceae.